# Skoki łyżwiarskie
| Oznaczenia skoków według ISU | Oznaczenia skoków według ISU |
| T                            | toe-loop                     |
| S                            | salchow                      |
| Lo                           | loop (rittberger)            |
| Eu                           | euler                        |
| F                            | flip                         |
| Lz                           | lutz                         |
| A                            | axel                         |
| ---------------------------- | ---------------------------- |

Skoki łyżwiarskie – jeden z elementów łyżwiarstwa figurowego w konkurencjach jazdy indywidualnej kobiet i mężczyzn oraz parach sportowych. Różnice między poszczególnymi rodzajami skoków są identyfikowane na podstawie krawędzi startowej, kierunku ruchu i liczby prawidłowo wykonanych obrotów tj. od jednego do czterech obrotów wokół własnej osi (zwykle przez lewe ramię). Ich nazwy zazwyczaj pochodzą od nazwisk osób, które je wymyśliły.

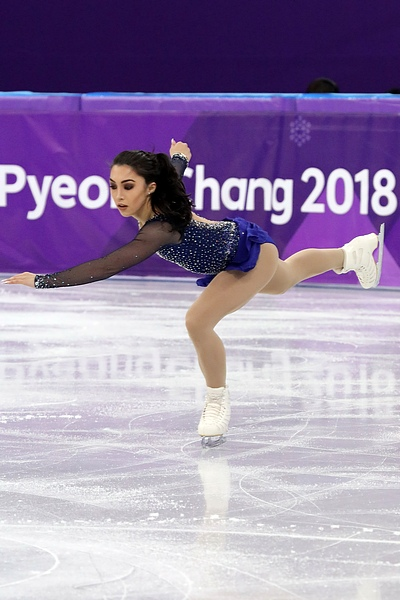
Przygotowanie do odbicia (Gabrielle Daleman)

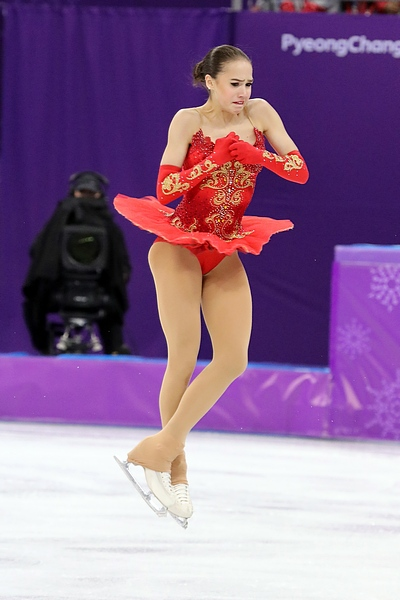
Obrót (Alina Zagitowa)

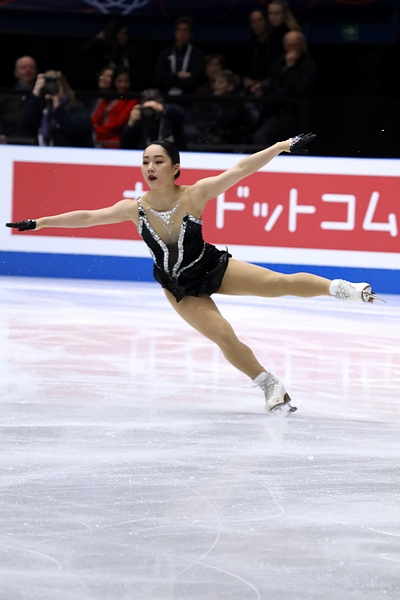
Lądowanie (Wakaba Higuchi)

Międzynarodowa Unia Łyżwiarska (ISU) dopuszcza wykonywanie siedmiu rodzajów skoków łyżwiarskich dzielących się na dwie grupy:
- skoki kopane (ang. toe jumps) – odbicie z wykorzystaniem ząbków łyżwy – toe-loop, flip, lutz
- skoki krawędziowe (ang. edge jumps) – wyskok bezpośrednio z krawędzi – salchow, euler (znany też jako half-loop), loop (znany też w Europie jako rittberger), axel

Dodatkowo pary sportowe wykonują:
- skoki równoległe (ang. side-by-side jumps)
- skoki wyrzucane (ang. throw jumps)

Oprócz sześciu skoków podstawowych, istnieją inne skoki wykonywane od połowy do nawet czterech obrotów. Z powodu ich niskiego zakwalifikowania punktowego przez ISU, są spotykane najczęściej w ramach elementów łączących. Skoki są wykonywane przez łyżwiarzy solo, w kombinacjach (kilka skoków jeden po drugim) lub sekwencjach (kilka skoków połączonych innymi elementami łyżwiarskimi, m.in. krokami łyżwiarskimi lub elementami łączącymi).

## Skoki podstawowe
Różnica pomiędzy podstawowymi skokami wykonywanymi przez łyżwiarzy pojawia się w momencie najazdu, a właściwie wybicia – obroty i lądowanie wyglądają w nich tak samo. Wszystkie z podstawowych skoków rozpoczynane są z najazdu tyłem (z wyjątkiem axla) oraz kończone tyłem, na zewnętrznej krawędzi prawej łyżwy (z wyjątkiem eulera).
Oto sześć najczęściej wykonywanych skoków figurowych od najłatwiejszych do najtrudniejszych, zgodnie z rosnącymi wartościami punktowymi w systemie oceniania ISU:
- toe-loop – jeden ze skoków kopanych rozpoczynany z najazdu tyłem z zewnętrznej krawędzi prawej łyżwy i kończony na tej samej zewnętrznej krawędzi. Może być wykonywany w kombinacji od razu po poprzednim skoku. Toe-loop rozpoczynany i kończony na krawędzi wewnętrznej nazywany nosi nazwę toe valley i jest traktowany na równi z klasycznym toe-loopem.
- salchow – skok krawędziowy rozpoczynany z najazdu tyłem z wewnętrznej krawędzi lewej łyżwy. Łyżwiarz nabiera rotacji zamachując się prawą nogą i ląduje tyłem na zewnętrznej krawędzi prawej łyżwy. Salchow najczęściej poprzedzany jest przez obrót trójkowy lub obrót mohawk.
- loop – skok krawędziowy rozpoczynany z najazdu tyłem jedna noga przed drugą, z zewnętrznej krawędzi prawej łyżwy i kończony na tej samej zewnętrznej krawędzi. W Europie znany jest pod nazwą rittberger od nazwiska pomysłodawcy, niemieckiego łyżwiarza figurowego Wernera Rittbergera.
- euler – skok krawędziowy wywodzący się z loopa, rozpoczynany z najazdu tyłem jedna noga przed drugą, z zewnętrznej krawędzi i kończony wewnętrznej krawędzi lewej łyżwy.
- flip – skok kopany rozpoczynany z najazdu tyłem z wewnętrznej krawędzi lewej łyżwy. Wykonywany z prawej nogi po wbiciu ząbków łyżwy w lód. Niekiedy łyżwiarze zmieniają krawędź z wewnętrznej na zewnętrzną, co sprawia, że łyżwiarze skaczą nieprawidłowego lutza i jest uznawane za błąd nazywany lipa. Lądowanie flipa następuje tyłem na zewnętrzną krawędź prawej łyżwy.
- lutz – skok kopany w którym łyżwiarz rozpoczyna go tyłem na zewnętrznej krawędzi lewej łyżwy, a prawą łyżwę wbija w lód. Ląduje na zewnętrznej krawędzi prawej łyżwy. Dość często, łyżwiarze ułatwiają sobie skok, zmieniając krawędź z zewnętrznej na łatwiejszą wewnętrzną i skaczą w zasadzie flipa. Określa się to mianem flutza i uznaje za błąd.
- axel – jeden z podstawowych i najtrudniejszych skoków krawędziowych. Jako jedyny rozpoczynany z najazdu przodem po zmianie nogi przed samym skokiem, z zewnętrznej krawędzi lewej łyżwy. Łyżwiarz zamachuje się prawą nogą. Trudność skoku wynika z tego, że skok rozpoczynany jest do przodu, a lądowanie następuje tyłem. Powoduje to konieczność wykonania o pół obrotu więcej, niż wskazuje nazwa skoku. Skok po raz pierwszy wykonał jego pomysłodawca Norweg Axel Paulsen w 1882 roku.

| Skok              | Rodzaj      | Najazd   | Najazd     | Lądowanie | Lądowanie  | Lądowanie |  |
| Skok              | Rodzaj      | Kierunek | Krawędź    | Kierunek  | Krawędź    | Noga      |  |
| ----------------- | ----------- | -------- | ---------- | --------- | ---------- | --------- |  |
| Toe-loop          | kopany      | tyłem    | zewnętrzna | tyłem     | zewnętrzna | ta sama   |  |
| Salchow           | krawędziowy | tyłem    | wewnętrzna | tyłem     | zewnętrzna | przeciwna |  |
| Loop (rittberger) | krawędziowy | tyłem    | zewnętrzna | tyłem     | zewnętrzna | ta sama   |  |
| Euler             | krawędziowy | tyłem    | zewnętrzna | tyłem     | wewnętrzna | przeciwna |  |
| Flip              | kopany      | tyłem    | wewnętrzna | tyłem     | zewnętrzna | przeciwna |  |
| Lutz              | kopany      | tyłem    | zewnętrzna | tyłem     | zewnętrzna | przeciwna |  |
| Axel              | krawędziowy | przodem  | zewnętrzna | tyłem     | zewnętrzna | przeciwna |  |

## Skoki par sportowych

### Skoki równoległe
Skoki równoległe (ang. Side-by-side jumps) są skokami wykonywanymi jednocześnie (synchronicznie) przez oboje partnerów. Są obowiązkowym elementem łyżwiarskim w konkurencji par sportowych. Na niższych poziomach rywalizacji mogą być wymagane podwójne skoki np. podwójne flipy (2F), zaś wśród elity łyżwiarskiej pary sportowe w swoich programach umieszczają co najmniej jednego podwójnego axla (2A), potrójnego toe-loopa (3T) lub potrójnego salchowa (3S). W przypadku rozbieżności między jakością wykonania skoku przez każdego z partnerów wartość bazowa elementu i ocena skoku są punktowane na niekorzyść pary sportowej, czyli oceniany jest gorzej wykonany skok. Upadek jednego z partnerów jest punktowany ujemnie tak jakby upadło oboje partnerów, czyli -1 pkt jest przyznawany obojgu.
W terminologii ISU skoki równoległe są oznaczane skrótem sbs przed skrótem skoku podstawowego wykonanego przez parę sportową np. równoległy potrójny lutz to sbs 3Lz.

### Skoki wyrzucane

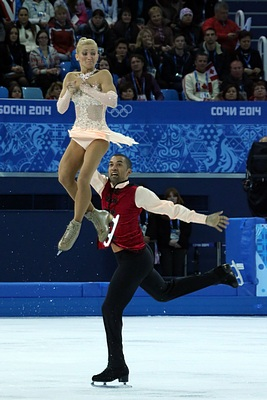
Skok wyrzucany (Alona Sawczenko / Robin Szolkowy)

Skoki wyrzucane (ang. throw jumps) to obowiązkowy element łyżwiarski w konkurencji par sportowych. W skoku wyrzucanym partnerka wykonuje jeden ze skoków podstawowych przy pomocy partnera i standardowo ląduje go tyłem na zewnętrznej krawędzi łyżwy. Pary sportowe używają różnorodnych technik i chwytów do wykonywania tego rodzaju skoków.
W terminologii ISU skoki wyrzucane są oznaczane skrótem Th, dodawanym po skrócie skoku podstawowego wykonanego przez partnerkę, na przykład wyrzucany potrójny axel to 3ATh.

## Kombinacje
Kombinacje są definiowane jako dwa lub więcej skoków, w których krawędź startowa drugiego (lub trzeciego) skoku jest taka sama jak krawędź lądowania pierwszego skoku. Najczęściej wykonywane skoki na końcu kombinacji to toe-loop (T) lub rittberger (Lo), ponieważ wykonywane są z tylnej zewnętrznej krawędzi łyżwy. Do wykonania kombinacji zakończonej salchowem (S) lub flipem (F), jako skok łączący wykorzystywany jest half-loop (inaczej euler), dzięki któremu łyżwiarz może wylądować tyłem do kierunku jazdy na wewnętrznej krawędzi łyżwy i następnie wykonać salchowa lub flipa.
W zawodach międzynarodowych na najwyższym poziomie elity łyżwiarskiej wymaganym elementem dla solistów i solistek w programie krótkim jest kombinacja dwóch skoków. W programie dowolnym solistów i solistek system oceniania ISU ogranicza liczbę skoków w jednej kombinacji do trzech.

## Sekwencje
Sekwencje to kolejno wykonane skoki łyżwiarskie nie połączone bezpośrednio momentem lądowania pierwszego i rozpoczęciem drugiego. Sekwencje często obejmują tzw. skoki dekoracyjne. Długie sekwencje pojedynczych i podwójnych skoków były powszechne w łyżwiarstwie figurowym w latach 80., ale stały się rzadsze, ponieważ łyżwiarze zaczęli skupiać się na wprowadzeniu do swoich programów skoków potrójnych i poczwórnych. 
Zgodnie z systemem oceniania ISU, sekwencje skoków są warte 80% punktów, które łyżwiarz mógłby otrzymać za wykonanie tych samych skoków w kombinacji, a w niektórych przypadkach są warte mniej punktów niż wykonanie solo najtrudniejszego skoku w sekwencji.

## Inne skoki

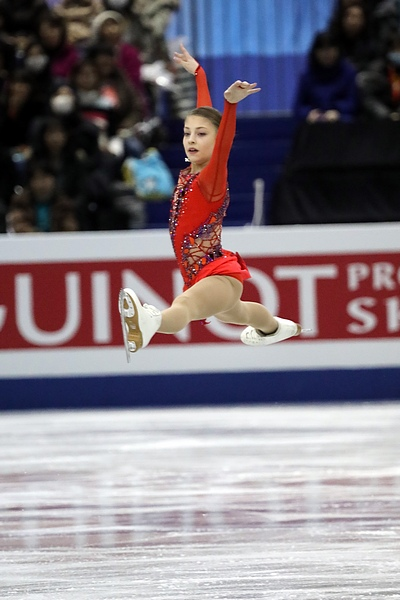
Split (Alona Kostornoj)

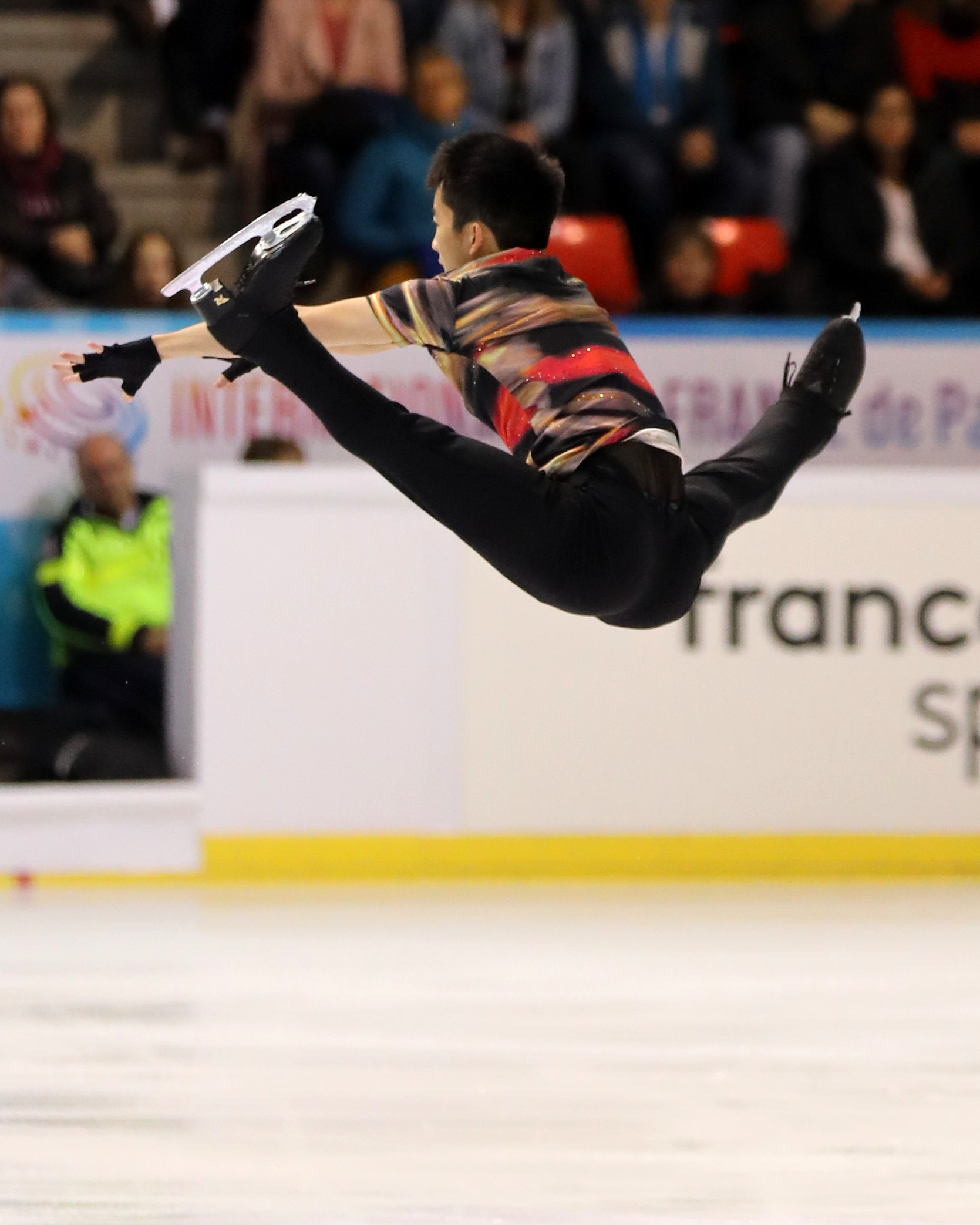
Russian split (Tomoki Hiwatashi)

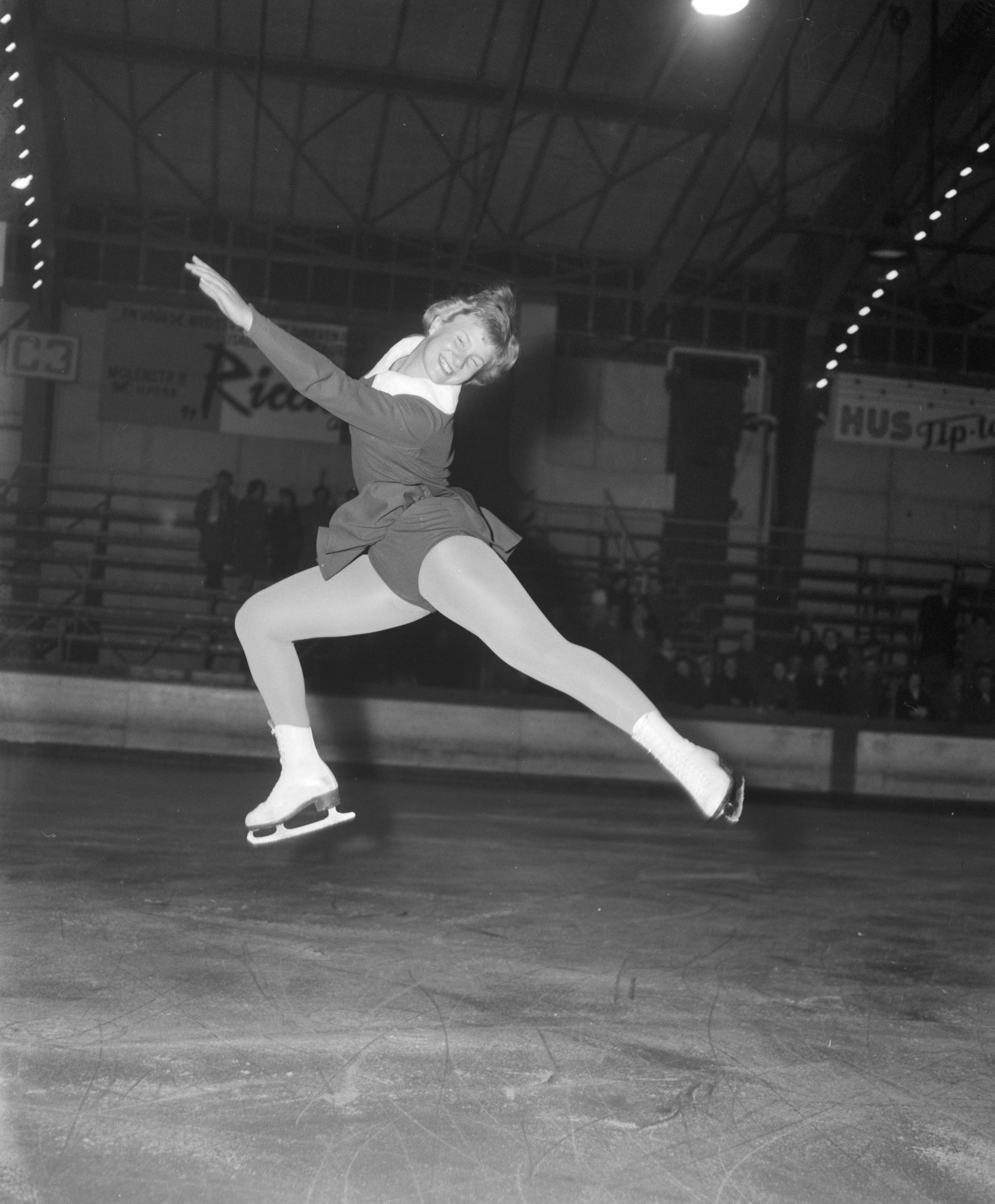
Stag (Sjoukje Dijkstra)

- Skakana trójka – zawodnik, podobnie jak w axlu wyskakuje do przodu. Wykonuje jednak tylko pół obrotu i ląduje tyłem.
- Waltz – podobny do skakanej trójki, jednakże noga wolna (zamachująca) jest w trakcie skoku maksymalnie wyprostowana i uniesiona do góry.
- Walley – zawodnik wyskakuje z jazdy tyłem na prawej wewnętrznej krawędzi, wykonuje obrót i ląduje na prawej zewnętrznej. Choć możliwe jest wykonanie walleya z większą liczbą obrotów, to w praktyce się one nie pojawiają. Walleye występują zwykle w sekwencjach kroków.
- Half flip – najazd tyłem na wewnętrznej krawędzi lewej nogi. Prawa jest uniesiona nad lodem i wyciągnięta to tyłu. Łyżwiarz wbija jej ząbek w lód i wykonuje pół obrotu. Lądowanie następuje przodem, na ząbku lewej łyżwy, po czym następuje natychmiastowe przejście do jazdy na prawej nodze.
- Skoki szpagatowe (żaby, żabki) – wejście i lądowanie są jak w wyżej omówionym skokuhalf flip. Różnica wynika ze sposobu ułożenia nóg.
  - Split – nogi są w pozycji szpagatu i wraz z twarzą, ustawione w kierunku jazdy.
  - Russian split – nogi w szpagacie, ale i one, i twarz, ustawione w kierunku prostopadłym do jazdy.
  - Stag – noga wyciągnięta do przodu jest ugięta, a pozostająca z tyłu – wyprostowana.
- Jelonek – łyżwiarz najeżdża przodem, na obojętnie której nodze. Wykonuje zamach drugą i wyskakuje w powietrze. W skoku tym nie wykonuje się obrotu, lecz od razu ląduje na ząbku zamachującej nogi i natychmiast przechodzi do jazdy na drugiej.
Jelonek, to także potoczna nazwa dla nieudanego (nieściągniętego) skoku, w trakcie którego łyżwiarz rezygnuje z obrotów i ląduje po wykonaniu maksymalnie jednego.
- Mazurek – najazd następuje po kole, tyłem na zewnętrznej krawędzi prawej łyżwy. Zawodnik odwrócony jest na zewnątrz koła. Odbicie następuje z ząbka lewej łyżwy. Nogę prawą łyżwiarz krzyżuje przed lewą (jak w nożyczkach) i wykonuje pół obrotu. Lądowanie następuje na ząbku prawej łyżwy, z której szybko przechodzi się do jazdy na lewej.
- Skok baletowy – najazd tyłem, po kole, na zewnętrznej krawędzi prawej nogi. Łyżwiarz odwrócony jest na zewnątrz koła. Odbicie jest z ząbka lewej nogi. Wykonuje się pół obrotu i ląduje na ząbku lewej łyżwy, z którego następuje przejście do jazdy na prawej.
- Falling leaf – najazd po kole, tyłem na zewnętrznej krawędzi, przy odwróceniu ciała na zewnątrz koła. Noga lewa jest wyciągnięta w kierunku jazdy. Wyskok następuje z prawej nogi, bez odbicia z ząbka lewej. Następnie wykonuje się pół obrotu i ląduje, na ząbku lewej łyżwy i przechodzi na prawą.
  - Istnieje odmiana zwana split falling leaf, w której noga wolna jest wyprostowana i wyciągnięta do przodu, a lewa do tyłu.
- Salto w tył – wyskok następuje, jak do flipa (stąd nazwa angielska – back flip), tj. z jazdy tyłem, na wewnętrznej krawędzi lewej nogi, przy wbiciu w lód ząbka nogi prawej. Łyżwiarz ciągnie nogi w górę, wykonując obrót równolegle do lodu i ląduje na obu nogach, a następnie natychmiast przechodzi do jazdy na prawej. W 1976 roku salto zostało uznane za zbyt niebezpieczne i zakazano jego wykonywania w trakcie zawodów; decyzję o zniesieniu zakazu podjęto w 2024 roku. Obecnie salto w tył może być wykonywane jako element choreograficzny w programie dowolnym, jednak za jego wykonanie nie są przyznawane punkty[2].

## Historia skoków

### Soliści
| Skok                                                   | Skrót ISU | Pkt  | Zawodnik          | Rok  | Zawody                                  |
| ------------------------------------------------------ | --------- | ---- | ----------------- | ---- | --------------------------------------- |
| Pierwszy pojedynczy toe-loop                           | 1T        | 0,4  | Bruce Mapes       | 1920 |                                         |
| Pierwszy pojedynczy salchow                            | 1S        | 0,4  | Ulrich Salchow    | 1909 |                                         |
| Pierwszy pojedynczy loop                               | 1Lo       | 0,5  | Werner Rittberger | 1910 |                                         |
| Pierwszy pojedynczy flip                               | 1F        | 0,5  | Bruce Mapes       | 1913 |                                         |
| Pierwszy pojedynczy lutz                               | 1Lz       | 0,6  | Alois Lutz        | 1913 |                                         |
| Pierwszy pojedynczy axel                               | 1A        | 1,1  | Axel Paulsen      | 1882 |                                         |
| Pierwszy podwójny toe-loop                             | 2T        | 1,3  |                   |      |                                         |
| Pierwszy podwójny salchow                              | 2S        | 1,3  | Gillis Grafström  |      |                                         |
| Pierwszy podwójny loop                                 | 2Lo       | 1,8  |                   |      |                                         |
| Pierwszy podwójny flip                                 | 2F        | 1,9  |                   |      |                                         |
| Pierwszy podwójny lutz                                 | 2Lz       | 2,1  |                   |      |                                         |
| Pierwszy podwójny axel                                 | 2A        | 3,3  | Dick Button       | 1948 | igrzyska olimpijskie                    |
| Pierwszy potrójny toe-loop                             | 3T        | 4,3  | Thomas Litz       | 1964 | mistrzostwa świata                      |
| Pierwszy potrójny salchow                              | 3S        | 4,4  | Ronnie Robertson  | 1955 | mistrzostwa świata                      |
| Pierwszy potrójny loop                                 | 3Lo       | 5,1  | Dick Button       | 1952 | igrzyska olimpijskie                    |
| Pierwszy potrójny flip                                 | 3F        | 5,3  |                   |      |                                         |
| Pierwszy potrójny lutz                                 | 3Lz       | 6,0  | Donald Jackson    | 1962 | mistrzostwa świata                      |
| Pierwszy potrójny axel                                 | 3A        | 8,5  | Vern Taylor       | 1978 | mistrzostwa świata                      |
| Pierwszy poczwórny toe-loop                            | 4T        | 10,3 | Kurt Browning     | 1988 | mistrzostwa świata                      |
| Pierwszy poczwórny toe-loop na igrzyskach olimpijskich | 4T        | 10,3 | Zhang Min         | 1994 | igrzyska olimpijskie                    |
| Pierwszy poczwórny salchow                             | 4S        | 10,5 | Timothy Goebel    | 1998 | finał Junior Grand Prix                 |
| Pierwszy poczwórny salchow na igrzyskach olimpijskich  | 4S        | 10,5 | Timothy Goebel    | 2002 | igrzyska olimpijskie                    |
| Pierwszy poczwórny loop                                | 4Lo       | 12,0 | Yuzuru Hanyū      | 2016 | Autumn Classic International            |
| Pierwszy poczwórny loop na igrzyskach olimpijskich     | 4Lo       | 10,5 | Yuma Kagiyama     | 2022 | igrzyska olimpijskie (zawody drużynowe) |
| Pierwszy poczwórny flip                                | 4F        | 12,3 | Shōma Uno         | 2016 | Team Challenge Cup                      |
| Pierwszy poczwórny flip na igrzyskach olimpijskich     | 4F        | 12,3 | Nathan Chen       | 2018 | igrzyska olimpijskie                    |
| Pierwszy poczwórny lutz                                | 4Lz       | 13,6 | Brandon Mroz      | 2011 | Colorado Springs Invitational           |
| Pierwszy poczwórny lutz na igrzyskach olimpijskich     | 4Lz       | 13,6 | Vincent Zhou      | 2018 | igrzyska olimpijskie                    |
| Pierwszy poczwórny axel                                | 4A        | 12,5 | Ilia Malinin      | 2022 | U.S. International Classic              |

### Solistki
| Skok                                                   | Skrót ISU | Pkt  | Zawodniczka                          | Rok                                  | Zawody                               |
| ------------------------------------------------------ | --------- | ---- | ------------------------------------ | ------------------------------------ | ------------------------------------ |
| Pierwszy pojedynczy toe-loop                           | 1T        | 0,4  |                                      |                                      |                                      |
| Pierwszy pojedynczy salchow                            | 1S        | 0,4  | Theresa Weld                         | 1920                                 | igrzyska olimpijskie                 |
| Pierwszy pojedynczy loop                               | 1Lo       | 0,5  |                                      |                                      |                                      |
| Pierwszy pojedynczy flip                               | 1F        | 0,5  |                                      |                                      |                                      |
| Pierwszy pojedynczy lutz                               | 1Lz       | 0,6  |                                      |                                      |                                      |
| Pierwszy pojedynczy axel                               | 1A        | 1,1  | Sonja Henie                          |                                      |                                      |
| Pierwszy podwójny toe-loop                             | 2T        | 1,3  |                                      |                                      |                                      |
| Pierwszy podwójny salchow                              | 2S        | 1,3  | Cecilia Colledge                     | 1936                                 | mistrzostwa świata                   |
| Pierwszy podwójny loop                                 | 2Lo       | 1,8  |                                      |                                      |                                      |
| Pierwszy podwójny flip                                 | 2F        | 1,9  |                                      |                                      |                                      |
| Pierwszy podwójny lutz                                 | 2Lz       | 2,1  | Alena Vrzáňová                       | 1949                                 | mistrzostwa świata                   |
| Pierwszy podwójny axel                                 | 2A        | 3,3  | Carol Heiss                          | 1958                                 |                                      |
| Pierwszy potrójny toe-loop                             | 3T        | 4,3  |                                      |                                      |                                      |
| Pierwszy potrójny salchow                              | 3S        | 4,4  | Petra Burka                          | 1962                                 | mistrzostwa Kanady                   |
| Pierwszy potrójny loop                                 | 3Lo       | 5,1  | Gabriele Seyfert                     | 1968                                 |                                      |
| Pierwszy potrójny flip                                 | 3F        | 5,3  |                                      |                                      |                                      |
| Pierwszy potrójny lutz                                 | 3Lz       | 6,0  | Denise Biellmann                     | 1978                                 | mistrzostwa Europy                   |
| Pierwszy potrójny axel                                 | 3A        | 8,5  | Midori Itō                           | 1989                                 | mistrzostwa świata                   |
| Pierwszy potrójny axel na igrzyskach olimpijskich      | 3A        | 8,5  | Midori Itō                           | 1992                                 | igrzyska olimpijskie                 |
| Pierwszy poczwórny toe-loop                            | 4T        | 10,3 | Aleksandra Trusowa                   | 2018                                 | mistrzostwa świata juniorów          |
| Pierwszy poczwórny toe-loop na igrzyskach olimpijskich | 4T        | 10,3 | skok nie został dotychczas zaliczony | skok nie został dotychczas zaliczony | skok nie został dotychczas zaliczony |
| Pierwszy poczwórny salchow                             | 4S        | 10,5 | Miki Andō                            | 2002                                 | finał Junior Grand Prix              |
| Pierwszy poczwórny salchow na igrzyskach olimpijskich  | 4S        | 10,5 | skok nie został dotychczas zaliczony | skok nie został dotychczas zaliczony | skok nie został dotychczas zaliczony |
| Pierwszy poczwórny loop                                | 4Lo       | 12,0 | skok nie został dotychczas zaliczony | skok nie został dotychczas zaliczony | skok nie został dotychczas zaliczony |
| Pierwszy poczwórny flip                                | 4F        | 12,3 | Aleksandra Trusowa                   | 2019                                 | finał Grand Prix                     |
| Pierwszy poczwórny lutz                                | 4Lz       | 13,6 | Aleksandra Trusowa                   | 2018                                 | Junior Grand Prix na Litwie          |
| Pierwszy poczwórny axel                                | 4A        | 15,0 | skok nie został dotychczas zaliczony | skok nie został dotychczas zaliczony | skok nie został dotychczas zaliczony |

### Pary sportowe

#### Skoki równoległe
| Skok                                                         | Skrót ISU | Pkt  | Zawodnicy                            | Rok                                  | Zawody                               |
| ------------------------------------------------------------ | --------- | ---- | ------------------------------------ | ------------------------------------ | ------------------------------------ |
| Pierwszy równoległy podwójny axel                            | sbs 2A    | 3,3  |                                      |                                      |                                      |
| Pierwszy równoległy potrójny toe-loop                        | sbs 3T    | 4,3  |                                      |                                      |                                      |
| Pierwszy równoległy potrójny salchow                         | sbs 3S    | 4,4  |                                      |                                      |                                      |
| Pierwszy równoległy potrójny loop                            | sbs 3Lo   | 5,1  |                                      |                                      |                                      |
| Pierwszy równoległy potrójny flip                            | sbs 3F    | 5,3  |                                      |                                      |                                      |
| Pierwszy równoległy potrójny lutz                            | sbs 3Lz   | 6,0  | Meagan Duhamel / Ryan Arnold         | 2005                                 | mistrzostwa Kanady                   |
| Pierwszy równoległy potrójny lutz na igrzyskach olimpijskich | sbs 3Lz   | 6,0  | Meagan Duhamel / Eric Radford        | 2014                                 | igrzyska olimpijskie                 |
| Pierwszy równoległy potrójny axel                            | sbs 3A    | 8,5  | skok nie został dotychczas zaliczony | skok nie został dotychczas zaliczony | skok nie został dotychczas zaliczony |
| Pierwszy równoległy poczwórny toe-loop                       | sbs 4T    | 10,3 | skok nie został dotychczas zaliczony | skok nie został dotychczas zaliczony | skok nie został dotychczas zaliczony |
| Pierwszy równoległy poczwórny salchow                        | sbs 4S    | 10,5 | skok nie został dotychczas zaliczony | skok nie został dotychczas zaliczony | skok nie został dotychczas zaliczony |
| Pierwszy równoległy poczwórny loop                           | sbs 4Lo   | 12,0 | skok nie został dotychczas zaliczony | skok nie został dotychczas zaliczony | skok nie został dotychczas zaliczony |
| Pierwszy równoległy poczwórny flip                           | sbs 4F    | 12,3 | skok nie został dotychczas zaliczony | skok nie został dotychczas zaliczony | skok nie został dotychczas zaliczony |
| Pierwszy równoległy poczwórny lutz                           | sbs 4Lz   | 13,6 | skok nie został dotychczas zaliczony | skok nie został dotychczas zaliczony | skok nie został dotychczas zaliczony |
| Pierwszy równoległy poczwórny axel                           | sbs 4A    | 15,0 | skok nie został dotychczas zaliczony | skok nie został dotychczas zaliczony | skok nie został dotychczas zaliczony |

#### Skoki wyrzucane
| Skok                                                            | Skrót ISU | Pkt | Zawodnicy                            | Rok                                  | Zawody                               |
| --------------------------------------------------------------- | --------- | --- | ------------------------------------ | ------------------------------------ | ------------------------------------ |
| Pierwszy wyrzucany podwójny axel                                | 2ATh      | 4,0 |                                      |                                      |                                      |
| Pierwszy wyrzucany potrójny toe-loop                            | 3TTh      | 4,5 |                                      |                                      |                                      |
| Pierwszy wyrzucany potrójny salchow                             | 3STh      | 4,5 |                                      |                                      |                                      |
| Pierwszy wyrzucany potrójny loop                                | 3LoTh     | 5,0 | Manuela Mager / Uwe Bewersdorf       | NO                                   | NO                                   |
| Pierwszy wyrzucany potrójny flip                                | 3FTh      | 5,5 |                                      |                                      |                                      |
| Pierwszy wyrzucany potrójny lutz                                | 3LzTh     | 5,5 | Meagan Duhamel / Ryan Arnold         | 2005                                 | mistrzostwa świata juniorów          |
| Pierwszy wyrzucany potrójny lutz na igrzyskach olimpijskich     | 3LzTh     | 5,5 | Caydee Denney / Jeremy Barrett       | 2010                                 | igrzyska olimpijskie                 |
| Pierwszy wyrzucany potrójny axel                                | 3ATh      | 7,7 | Rena Inoue / John Baldwin, Jr.       | 2006                                 | mistrzostwa Stanów Zjednoczonych     |
| Pierwszy wyrzucany potrójny axel na igrzyskach olimpijskich     | 3ATh      | 7,7 | Rena Inoue / John Baldwin, Jr.       | 2006                                 | igrzyska olimpijskie                 |
| Pierwszy wyrzucany poczwórny toe-loop                           | 4TTh      | 8,2 | skok nie został dotychczas zaliczony | skok nie został dotychczas zaliczony | skok nie został dotychczas zaliczony |
| Pierwszy wyrzucany poczwórny salchow                            | 4STh      | 8,2 | Tiffany Vise / Derek Trent           | 2007                                 | Trophée Éric Bompard                 |
| Pierwszy wyrzucany poczwórny salchow na igrzyskach olimpijskich | 4STh      | 8,2 | Meagan Duhamel / Eric Radford        | 2018                                 | igrzyska olimpijskie                 |
| Pierwszy wyrzucany poczwórny loop                               | 4LoTh     | 8,7 | skok nie został dotychczas zaliczony | skok nie został dotychczas zaliczony | skok nie został dotychczas zaliczony |
| Pierwszy wyrzucany poczwórny flip                               | 4FTh      | 9,0 | skok nie został dotychczas zaliczony | skok nie został dotychczas zaliczony | skok nie został dotychczas zaliczony |
| Pierwszy wyrzucany poczwórny lutz                               | 4LzTh     | 9,0 | skok nie został dotychczas zaliczony | skok nie został dotychczas zaliczony | skok nie został dotychczas zaliczony |

## Historia kombinacji lub sekwencji skoków
| Kombinacja lub sekwencja | Soliści       | Soliści | Soliści               | Solistki      | Solistki | Solistki     |
| ------------------------ | ------------- | ------- | --------------------- | ------------- | -------- | ------------ |
| Kombinacja lub sekwencja | Rodzaj skoków | Rok     | Zawodnik              | Rodzaj skoków | Rok      | Zawodniczka  |
| 3 / 3                    | 3T / 3T       | 1980    | Grzegorz Filipowski   | 3T / 3T       | 1982     | Midori Itō   |
| 3 / 3 / 2                |               |         |                       | 3S / 3Lo / 2T | 2001     | Irina Słucka |
| 3 / 3 / 3                | 3A / 3T / 3T  | 2007    | Nobunari Oda          | 3F / 3T / 3T  | 2002     | Mao Asada    |
| 4 / 2                    | 4T / 2T       | 1991    | Elvis Stojko          |               |          |              |
| 4 / 3                    | 4T / 3T       | 1997    | Elvis Stojko          |               |          |              |
| 4 / 3 / 2                | 4T / 3T / 2T  | 1999    | Jewgienij Pluszczenko |               |          |              |
| 4 / 3 / 3                | 4T / 3T / 3Lo | 2002    | Jewgienij Pluszczenko |               |          |              |